# باب السلام (مكة)
باب السلام هو أحد أبواب الجدار الشرقي للمسجد الحرام، ويُعرف بباب بني شيبة الذي يدخل منه الحجاج لتأدية طواف القدوم، وقد جدده السلطان سليمان خان عام 931ھ. وسمي كذلك باسم باب النبي؛ لأنّ النبي محمد صل الله عليه وسلم كان يدخل منه إلى دار زوجته السيدة خديجة رضي الله عنها.

## الموقع والعنوان
يقع في الامتداد بين الصفا والمروة
```
طريق المسجد الحرام، الحرم، مكة 24231، المملكة العربية السعودية
```

## سبب التسمية
وارتبط دخول المسجد الحرام بهذا الباب اقتداء بسيدنا النبي محمد عليه الصلاة والسلام حيث حرص الخلفاءعلى الدخول إلى المسجد من باب السلام وكذلك الأعيان، وكان الموكب الحامل لمراسم التعيين أو التجديد لأمير مكة المكرمة يدخل من هذا الباب، وفق مراسم ثابتة لا تتغير، سمّاها السنجاري بالقانون المعتاد. وكذلك الحجاج والمعتمرون يدخلون إلى المسجد الحرام من هذا الباب، اقتداءاً بالرسول صلى الله عليه وسلم الذي دخل منه في أكثر من مناسبة.